# Агадес (регион)
Агаде́с (фр. Agadez) — регион в Нигере. Площадь региона составляет 667 799 км², это самая большая провинция Нигера. Численность населения равна 511 188 человек (2011 год). Плотность населения — 0,77 чел./км². Административный центр — город Агадес.

## География
Регион (или провинция) Агадес расположен на севере Нигера и по размеру территории превосходит все остальные регионы, вместе взятые, занимая более 52% общей территории страны. На северо-западе от него проходит государственная граница Нигера с Алжиром, на севере — граница с Ливией, на западе — граница с Мали, на востоке — граница с Чадом. На юго-западе от Агадеса лежит нигерская провинция Тахуа, на юге — провинции Маради, Зиндер и Диффа.
Большую часть региона занимает пустыня Тенере и горы Аир. Дожди крайне редки, однако в провинции имеются подземные источники воды, как правило в оазисах — Агадим, Арлит, Билма, Дирку, Тимия и других.

## Население
В провинции живут преимущественно кочевые народы: туареги, тубу, фульбе. В городах и оазисах проживают также хауса, канури, сонгаи.

## Административное деление
В административном отношении регион разделён на 3 департамента и 1 муниципию (город Агадес):
Департамент Арлит (Arlit):
- Площадь: 216 774 км²
- Население: 156 024 чел. (2011)

Коммуны:
- Afassa
- Aguelal
- Арлит
- Assarara
- Elok
- Gougaram
- Иферуан
- Imourarene
- I-n-Azaoua
- Inignaouei
- Oubandawaki Makiani
- Sidaouet
- Taggafadi
- Tarhmert
- Tchintoulous
- Teouat
- Тимиа

Департамент Бильма (Bilma):
- Площадь: 286 279 км²
- Население: 27 146 чел. (2011)

Департамент Чирозерин (Tchirozérine):
- Площадь: 154 746 км²
- Население: 328 018 чел. (2011)

## История
В 2007 году в регионе состоялась битва при Тезерзете между силами правительства Нигера и Нигерского движения за справедливость.

## Экономика
В хозяйственном отношении регион Агадес представляет огромное значение для экономики Нигера, так как здесь находятся крупнейшие в мире месторождения урана. Его экспорт даёт более 20 % от общей валютной выручки страны. Важное значение имеет также добыча соли. Соль доставляют караванами через оазисы в города юга Нигера, где она обменивается на просо и другие продукты питания. Сельское хозяйство в самом регионе развито слабо (исключение — оазисы).